# TV Geminorum
Désignations
TV Geminorum (en abrégé TV Gem), également désignée HD 42475 ou HR 2190, est une étoile variable de la constellation des Gémeaux située à moins de 1° de η Geminorum (Tejat Posterior). Elle a une magnitude apparente visuelle moyenne de 6,83. TV Geminorum est une étoile lointaine, membre de l'association stellaire Gemini OB1. Diverses études la placent à une distance comprise entre 4 000 et 4 500 années-lumière du système solaire.
TV Geminorum est une supergéante rouge de type spectral M0-M1.5Iab avec une température effective de 3 750 ± 120 K. Semblable à la brillante Antarès (α Scorpii) ou à BU Geminorum, une autre étoile de la constellation des Gémeaux, elle a un rayon 770 fois supérieur à celui du Soleil, ce qui correspond à 3,58 UA. Si elle était au centre du système solaire, les quatre planètes les plus proches, dont la Terre, seraient englobées par l'étoile. Une autre étude lui a attribué une taille légèrement inférieure, avec un rayon de 623 ± 158 rayons solaires. La quantité de rayonnement émis est remarquable, bien qu'il n'y ait pas de consensus quant à sa luminosité, ce chiffre variant entre 68 500 et 106 000 fois la luminosité solaire. Comme d'autres étoiles de même type, elle perd sa masse stellaire à un taux annuel de 20 × 10−7 masses solaires.
Présentée comme une étoile variable semi-régulière de type SRc, la luminosité de TV Geminorum varie entre la magnitude +6,3 et +7,4. Comme Bételgeuse (α Orionis), elle montre deux périodes identifiables, l'une de 426 ± 45 jours et une autre de 2 550 ± 680 jours.